# Епархия Святого Спасителя в Монреале
Епархия Святого Спасителя (лат. Eparchia Sanctissimi Salvatoris Marianopolitana Graecorum Melkitarum Catholicorum) — епархия Мелькитской католической церкви с центром в городе Монреаль, Канада. Юрисдикция епархии Святого Спасителя распространяется на всю территорию Канады. Кафедральным собором епархии святого Спасителя является собор Святейшего Спасителя в городе Монреаль.

## История
13 октября 1980 года Римский папа Иоанн Павел II издал буллу Qui benignissimo, которой учредил Апостольский экзархат Святого Спасителя. 
1 сентября 1984 года Римский папа Иоанн Павел II издал буллу Beati Petri, которой преобразовал Апостольский экзархат Святого Спасителя в епархию.

## Ординарии епархии
- епископ Michel Hakim (13.10.1980 — 30.06.1998);
- епископ Sleiman Hajjar (10.07.1998 — 10.03.2002);
- епископ Ibrahim Michael Ibrahim (18.06.2003 — по настоящее время).

## Источник
- Annuario Pontificio, Libreria Editrice Vaticana, Città del Vaticano, 2003, ISBN 88-209-7422-3
- Булла Qui benignissimo  (лат.)
- Булла Beati Petri  (лат.)